# Saco fecal

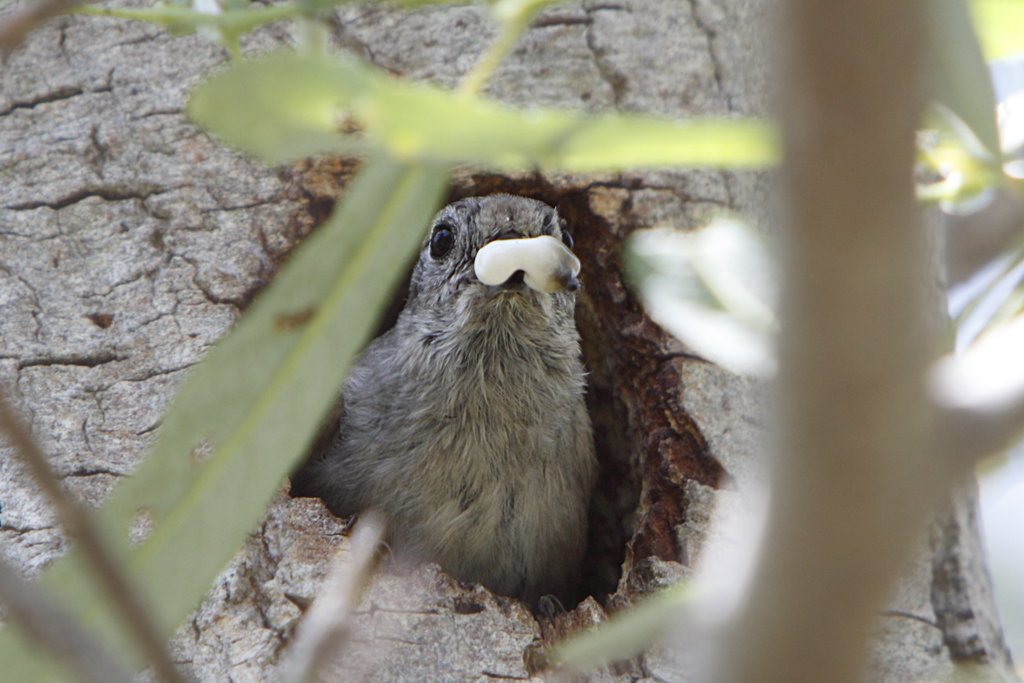
Um progenitor a remover o saco fecal

Um saco fecal, entre as aves, é um saco translúcido, branco, que contém a fezes. É removido do ninho pelos progenitores para ajudar a reduzir as doenças e os odores que podem levar a predação.